# 米倉希代子
米倉 希代子（よねくら きよこ、12月14日 - ）は、日本の女性声優。東京都出身。ネクシード所属。

## 略歴
俳協ボイスアクターズスタジオ、映像テクノアカデミア卒業。

## 人物
趣味は猫と遊ぶこと、歌唱、シュノーケリング、乗馬。

## 出演

### 吹き替え

#### 映画
- 愛と哀しみの旅路 ※Disney+版
- アトランティック・リム（バグズ）
- 赤い薔薇ソースの伝説（ロサウラ〈ヤレリ・アリスメンディ〉）
- アナライザー（ジョアン）
- アポカリプス・トゥモロー（ソフィー）
- アンシンカブル 襲来（エヴァ 他）
- ウィーク・オブ・ウェディング（エミリー）
- エアポート2013（サマンサ〈ジャニス・ピープルズ〉）
- エンド・オブ・アース 地球最期の日（ナタリー 他）
- エンド・オブ・ステイツ（ピーターソンFBI捜査官〈サピア・エイズレイ〉 他）
- カッターヘッド 真夜中の切断魔（ケイラ 他）
- カルフォルニア ディストラクション（モリー〈10代〉、ビクトリア、サラ）
- ガン・ドック（ハンナ 他）
- グラウンド・デス（リー）
- グランドフィナーレ（パロマ）
- クリスマスを取り戻せ!リトル・ドラゴン サンタの魔法の石（ランド）
- グリム・アベンジャーズ（ラプンツェル）
- ゲージダイブ（母、キャスター女 他）
- ゲットバック 人質奪還（ハンナ、院内アナ女 他）
- 子どもが教えてくれたこと（アンブル）
- ザ・ヴァーチャリスト（ダニカ、アルバ）
- ザ・コール 緊急通報指令室
- ザ・コンクエスト・シベリア大戦記（ブリギッタ 他）
- THAT/ザット・ジ・エンド（サラ 他）
- サドン・デス（コーディー）
- ザ・パージ: 魔法少女狩り（マーサ〈エリザベス・ミッチェル〉）
- ザ・ミッドナイトマン（アニー・ラスター 他）
- ザ・レイジ 果てしなき怒り（エストレヤ、エスペランサ、テレビ女）
- シックスヘッド・ジョーズ（スザンヌ 他）
- シティーハンター THE MOVIE 史上最香のミッション（看護師女1[2] 他）
- シティーレーサー（ローラ 他）
- ジャッジメント・フライ（エミリー）
- シャドウ・チェイサー（レナ、エリザヴェータ）
- ジャングル・クルーズ（帽子の女性2[3]）
- 守護教師（スヨンの祖母 他）
- スーサイド・ライブ（エリオット、ジェシカ 他）
- ZOOMBIE ズーンビ ネクストレベ（ジェゼル）
- スクリーム (2022)（マーサ・ミークス〈ヘザー・マタラッツォ〉）
- スノークィーン 少女ゲルダと雪の女王（クラーラ、アグネス）
- Speed Kills（キャシー 他）
- スピードトラップ（アンジェラ 他）
- セイビング・レニングラード 奇跡の脱出作戦（ポメランツェワ 他）
- 世界の果てまでヒャッハー（ジャクリーヌ）
- セクター5 ［第5地区］（カサンドラ）
- ゼット・インク（ブレンダ）
- 大脱走3（ジュールス〈リディア・ハル〉[4] 他）
- ダイナソーin LA（ジェイド）
- タイム・ラヴァーズ 時空を繋ぐ指輪の物語（ローラ、ソバナイ）
- チケット・トゥ・パラダイス（ローレン）
- デイ・アフター・トゥモロー2020（アリーヤ 他）
- デス・ショット（マリベル〈ナタリー・ユラ〉）
- トゥームインベーダー（ミシェル）
- トラウマ・ゲーム 恐怖体験アトラクション（シルビア 他）
- ドリームホーム 99%を操る男たち（ナターリャ、デレク）
- トリプルヘッド・ジョーズ（マギー・ピーターソン〈カルーシェ・トラン〉）
- バルカン・クライシス（テレビアナ女1 他）
- バンディット 実在した最強無敵の銀行強盗（カタ〈ヒロスカ・モカ〉 他）
- ビューティー・インサイド（ホン・ウンス）
- ビヨンド・ザ・ロウ（セリーヌ）
- プラネタリウム（銀髪女、客女、アパート女 他）
- ブロー・ザ・マン・ダウン-女たちの協定-（タニア 他）
- ポセイドン・アドベンチャー（黄色女、青帽子女）※BS-TBS版
- ボブという名の猫 幸せのハイタッチ（ヒラリー）
- マーズ・オデッセイ（ウリヤーナ、エヴァ、ダナ）
- マーラとバイキングの神々（男の子、少女1）
- マキシマム・インパクト（ウィロー 他）
- マレフィセント2
- ミッシング・タワー（デイグル 他）
- メガ・シャークvsメカ・シャーク（サンディ）
- 黄泉がえる復讐（ビジョン 他）
- ラストナイト（サラ・ウォルシュ）
- ラストナイト・イン・ソーホー（刑事女〈リサ・マクグリリス〉[5]）
- リトル・パイレーツ セイバートゥース 海賊団と黄金の国（ローザ）
- リベリオン ワルシャワ大攻防戦（アラ）
- ルイの9番目の人生（ダルトン 他）
- ロード・オブ・モンスターズ（スーザン 他）
- ROMA/ローマ
- ワイルド・ストーム（ローリー 他）
- 藁にもすがる獣たち（ヨンソン〈チン・ギョン〉[6]）

#### ドラマ
- アンという名の少女（ダイアナ・バリー〈ダリア・ベラ〉）
- インスティンクト -異常犯罪捜査-（少女1 他）
- エージェント・オブ・シールド シーズン6（ブラボー女性 他）
- 9-1-1: LA救命最前線 シーズン1、2（ヘンリエッタ）
- グッド・ドクター シーズン2（イマニ）
- 刑事モース〜オックスフォード事件簿〜 シーズン6（ナタリー・ヴィンクヴィスト）
- コード・ブラック 生と死の間で（キーシャ）
- GCB〜きらめく女の逆襲バトル〜（アレクサンドラ、サファイア、ルシア 他）
- The OA（女性看護師①）
- シャナラ・クロニクルズ  シーズン1、2（エレトリア〈イバナ・バケロ〉）
- 100日の郎君様（矢師の家族 他）
- ホワイトゴールド（リンゼー）
- ラブアイランドUSA 水着で恋するフィジー編（アラナ・モリソン[7]）
- レイブンのウチはチョー大変!（タナー、ターナー）
- レヴェリー 仮想世界の交渉人（ナオミ、ケーシー・ハサウェイ）

#### テレビ番組
- プロジェクト・ランウェイ9（セシリア）

#### アニメ
- ケロリンピック カエル王国危機一髪（王女）
- 三人の騎士の伝説（マーガレット 他）
- トゥームレイダー : レジェンド・オブ・ララ・クロフト[8]
- ドーラといっしょに大冒険（ペッチ、なぞなぞの木 他）
- Beyond Beyond（うさぎ女）
- ミッキーマウス ミックス・アドベンチャー（ムカルジー 他）
- ライオン・ガード（雌フラミンゴ）

### ボイスオーバー
- アメリカお宝鑑定団ポーンスターズ
- 一攫千金!巨大マグロ漁 シーズン1、2（ドナ）
- 世界・神秘の道をゆく
- 発掘アジアドキュメンタリー 代理母ビジネスを追う インド
- Wine Show -極上のワインに魅せられて- （ニキ・ヤカヤマ 他）

### テレビアニメ
- BIRDIE WING -Golf Girls' Story-（2022年、クリス・クリスティナ[9]）
- ダンス・ダンス・ダンスール（2022年、保護者C）

### ナレーション
- 淡路市配食センタービデオ
- あわら市学校給食センタービデオ
- 飯綱町学校給食共同調理場ビデオ
- 上溝学校給食センタービデオ
- 加西市学校給食センタービデオ
- 企業VP「デュポン」ナレーション・吹替
- 木更津市学校給食センタービデオ
- 清須市学校給食センタービデオ
- 佐野市立南部学校給食センタービデオ
- 袖ケ浦市学校給食センタービデオ
- ダビンチ（手術ロボット紹介ナレーション）
- つくば市学校給食センタービデオ
- ボートレース場を100倍楽しむ方法
- 御代田町学校給食共同調理場ビデオ